# Isehara
Isehara (japanska: 伊勢原市?, Isehara-shi) är en stad i Kanagawa prefektur i Japan. Staden fick stadsrättigheter 1971.